# أبو بكر بن عمر اللمتوني
أبو بكر بن عمر اللمتوني (توفي في 1088) أمير جماعة المرابطين في المغرب الإسلامي بعد أخيه الأمير يحيى بن عمر اللمتوني.

## قيادته
بعد وفاة الأمير يحيى بن عمر استمر أبو بكر في تأييد الزعيم عبد الله بن ياسين.فاستولى على سجلماسة و ملك السوس بأسره ثم امتلك بلاد المصامدة وفتح بلاد أغمات وتادلة وتامسنا سنة 449 هـ وقاتل البجلية (من شيعة عبيد الله المهدي) وقبائل برغواطة. وكان في كل هذا إلى جانب سيد المرابطين عبد الله بن ياسين. و عندما أصيب عبد الله بجراح في حربه مع برغواطة سنة 451 هـ فخطب في أشياخ صنهاجة وقال: إني ذاهب عنكم فانظروا من ترضونه لأمركم. فاتفق الرأي على أبي بكر.

### عاصمة المرابطين
كما جاء في تمهيد المحقق حسين مؤنس لكتاب عبد الواحد المراكشي (وثائق المرابطين والموحدين): عمل أبو بكر بن عمر على تمهيد سُلطان المرابطين في سهل مراكش و كان يساعده في ذلك ابن عمه يوسف بن تاشفين . و حوالي 461 هـ/1068-1069 م كان سلطان المرابطين قد استقر في سهل وادي تنسيفت الفسيحة، وظهرت الضرورة لإنشاء عاصمة لهم في وسط هذا السهل...فاستقر رأي أبي بكر بن عمر على أن ينشئ البلد بين الأغماتين، وهكذا ولدت مدينة مراكش...

### زواجه بزينب النفزاوية
ورد في كتاب الاستقصا لأخبار دول المغرب الأقصى للشيخ أبو العباس أحمد بن خالد الناصري (طبعة مطبعة دار الكتاب - الدار البيضاء-1954 - تحقيق وتعليق ولدي المؤلف-الجزء الثاني- ص 20) :
كان الأمير أبو بكر بن عمر اللمتوني قد تزوج زينب بنت إسحاق النفزاوية وكانت بارعة الجمال والحسن وكانت مع ذلك حازمة لبيبة ذات عقل رصين ورأي متين ومعرفة بإدارة الأمور حتى كان يقال لها الساحرة، فأقام الأمير أبو بكر عندها بأغمات نحو ثلاثة أشهر، ثم ورد عليه رسول من بلاد القبلة فأخبره باختلال أمر الصحراء، ووقوع الخلاف بين أهلها.
وكان الأمير أبو بكر رجلا متورعا فعظم عليه أن يقتل المسلمون بعضهم بعضا، وهو قادر على كفهم، ولم ير أنه في سعة من ذلك وهو متولى أمرهم ومسؤول عنهم، فعزم على الخروج إلى بلاد الصحراء ليصلح امرها، ويقيم رسم الجهاد بها. ولما عزم على السفر طلق امرأته زينب وقال لها عند فراقه إياها : يازينب إني ذاهب إلى الصحراء وأنت امرأة جميلة بضة لا طاقة لك على حرارتها وإني مطلقك، فاذا انقضت عدتك فانكحي ابن عمي يوسف بن تاشفين فهو خليفتي على بلاد المغرب. فطلقها، ثم سافر عن أغمات وجعل طريقه على بلاد تادلا، حتى أتى سجلماسة فدخلها وأقام بها أياما حتى أصلح أحوالها ثم سافر إلى الصحراء.

### توليته لابن عمه على أمر المغرب
و كما جاء في الاستقصا: وكان يوسف بن تاشفين قد استفحل أمره أيضا بالمغرب، واستولى على أكثر بلاده. فلما سمع الأمير أبو بكر بن عمر بما آل إليه أمر يوسف بن تاشفين وما منحه الله من النصر أقبل من الصحراء ليختبر أمره. ويقال أنه كان مضمرا لعزله وتولية غيره. فأحس يوسف بذلك فشاور زوجته زينب بنت اسحق .- وكان قد تزوجها بعد أبي بكر بن عمر- فقالت له :إن ابن عمك متورع عن سفك الدماء، فإذا لقيته فاترك ما كان يعهده منك من الأدب والتواضع معه وأظهر أثر الترفع والاستبداد حتى كأنك مساو له، ثم لاطفه مع ذلك بالهدايا من الأموال والخلع وسائر طرف المغرب واستكثر من ذلك، فإنه بأرض صحراء وكل ماجلب إليه من هنا فهو مستطرف لديه فلما قرب أبو بكر بن عمر من أعمال المغرب خرج إليه يوسف بن تاشفين فلقيه على بعد، وسلم وهو راكب سلاما مختصرا. ولم ينزل له ولا تأدب معه الأدب المعتاد، فنظر أبو بكر إلى كثرة جيوشه فقال له :يا يوسف ما تصنع بهذه الجيوش ؟ قال : أستعين بها على من خالفني، فارتاب أبو بكر به ثم نظر إلى ألف بعير قد أقبلت موقرة فقال :ما هذه الإبل الموقرة؟ قال :أيها الأمير اني قد جئتك بكل ما معي من مال وأثاث وطعام وإدام لتستعين به على بلاد الصحراء، فازداد أبو بكر تعرفا من حاله وعلم أنه لا يتخلى له عن الأمر فقال له يابن عم : انزل أوصيك، فنزلا معا وجلسا فقال أبو بكر : اني قد وليتك هذا الأمر وإني مسؤول عنه فاتق الله في المسلمين واعتقني واعتق نفسك من النار ولا تضيع من أمور رعيتك شيئا فانك مسؤول عنه. والله يصلحك ويمدك ويوفقك للعمل الصالح والعدل في رعيتك وهو خليفتي عليك وعليهم، ثم ودعه وانصرف إلى الصحراء فأقام بها مواظبا على مجاهدا في كفار السودان...

### قالوا فيه
- قال الحافظ ابن كثير في البداية والنهاية: "أبو بكر بن عمر أمير الملثمين كان في أرض غانة، اتفق له من الناموس ما لم يتفق لغيره من الملوك، كان يركب معه إذا سار لقتال عدو خمسمائة ألف مقاتل، كان يعتقد طاعته، وكان مع هذا يقيم الحدود ويحفظ محارم الإسلام، ويحوط الدين ويسير في الناس سيرة شرعية، مع صحة اعتقاده ودينه، وموالاة الدولة العباسية، أصابته نشابة في بعض غزواته في حلقه فقتلته..."
- و ذكره الدكتور الصلابي في الجوهر الثمين بمعرفة دولة المرابطين:((لقد كان أبو بكر بن عمر من أعظم قادة المرابطين، واتقاهم وأكثرهم ورعًا ودينًا وحبًا للشهادة في سبيل الله، وساهم في توحيد بلاد المغرب، ونشر الإسلام في الصحارى القاحلة وحدود السنغال والنيجر، وجاهد القبائل الوثنية حتى خضعت وانقادت للإسلام والمسلمين، ودخل من الزنوج أعداد كبيرة في الإسلام، وساهموا في بناء دولة المرابطين الفتيّة، وشاركوا في الجهاد في بلاد الأندلس وصنعوا مع إخوانهم المسلمين في دولة المرابطين حضارة متميّزة)).

### وفاته
بقي الزعيم أبو بكر بن عمر مجاهدا للكفار في السودان إلى أن استشهد من سهم مسموم أصابه في شعبان سنة ثمانين وأربعمائة، بعد أن استقام له أمر الصحراء كافة إلى جبال الذهب من بلاد السودان؛ والله غالِبٌ على أمره.  يوجد ضريحه بولاية تكانت في موريتانيا.